# Tercera B de Chile 2010
El Torneo Nacional de la Tercera División B de Chile corresponde al torneo de cuarta categoría del fútbol chileno durante 2010. El campeón fue Unión Santa María de Los Ángeles, quien ascendió a la categoría inmediatamente superior, la Tercera A, junto con el subcampeón Pudahuel Barrancas.
Rengo Unido, quien clasificó a la Liguilla de Promoción luego de las "bajadas" de Academia Samuel Reyes y Deportes Valdivia debido a sanciones administrativas, no pudo contra Deportes Quilicura de la Tercera A, y se resignó a permanecer un año más en la categoría inferior.
Real León y Luis Matte Larraín, los dos equipos que ocuparon los últimos lugares de cada grupo en la Fase Regular fueron relegados a su Asociación de Origen al final del Campeonato.
En esta versión del Torneo, participaron 18 equipos, la misma cantidad que la versión anterior, con jugadores nacionales menores de 23 años.
A principios del año, el equipo AGC - Provincial se retira de la competencia de Tercera A, dejando un cupo libre, que fue disputado por los clubes Deportes Santa Cruz y Provincial Talagante, y que finalmente ganó el elenco talagantino. Antes de comenzar el campeonato, la Universidad Iberoamericana presenta su renuncia, por lo que la Zona Central quedó con ocho participantes.
El torneo comenzó el día 24 de abril y finalizó el 14 de noviembre.

## Modalidad
El campeonato se jugará en dos fases y con divisiones zonales de los equipos.
- En la Primera fase, los 18 equipos participantes se dividieron en dos grupos de ocho y diez equipos, éstos son el Zona Central y el Zona Sur. Al interior de cada grupo, cada equipo deberá enfrentar dos veces a cada uno de sus rivales (como local y como visita). Los equipos que finalicen la primera fase en los cuatro primeros lugares de cada grupo, clasificarán a la segunda ronda del torneo.

Respecto del descenso, los equipos que ocupen el último lugar de cada grupo vuelven a su Asociación de Origen, siendo impedidos de participar en el campeonato para la temporada siguiente.

## Equipos participantes
| Equipo                 | Entrenador           | Ciudad                     | Estadio                                 | Capacidad |
| ---------------------- | -------------------- | -------------------------- | --------------------------------------- | --------- |
| Academia Quilpué       | Rolando Santelices   | Quilpué                    | Municipal Villa Olímpica                | 2694      |
| Academia Samuel Reyes  | Marcial Reyes        | Curicó                     | Escuela Hogar                           | 1000      |
| Cerro Navia            | Sergio Ramos         | Cerro Navia                | Municipal de Cerro Navia                | 2000      |
| Deportes Santa Cruz    | Jorge Díaz           | Santa Cruz                 | Municipal Joaquín Muñoz García          | 5000      |
| Deportes Valdivia      | René Milanca         | Valdivia                   | Parque Municipal                        | 5397      |
| Enfoque                | Héctor Irarrázabal   | Rancagua                   | Municipal Patricio Mekis                | 2000      |
| Ferroviarios           | Claudio Quintillani  | Estación Central           | San Eugenio                             | 1.220     |
| General Velásquez      | Marcelo Jara         | San Vicente de Tagua Tagua | Municipal de San Vicente de Tagua Tagua | 4000      |
| Sportverein Jugendland | Kormac Valdebenito   | Peñaflor                   | Estadio Atlético Bilbao                 | 1500      |
| Juventud Puente Alto   | Pedro Morales        | Puente Alto                | Amador Donoso Rodríguez                 | 784       |
| Lautaro de Buin        | Juan Machuca         | Buin                       | Estadio Lautaro                         | 1100      |
| Luis Matte Larraín     | Carlos Ramos         | Puente Alto                | Municipal de Puente Alto                | 3000      |
| Municipal Hijuelas     | Francisco Bozán      | Hijuelas                   | Estadio Municipal de Hijuelas           | 2000      |
| Peñalolén              | Juan Rodríguez       | Peñalolén                  | Municipal de Peñalolén                  | 3500      |
| Pudahuel Barrancas     | Juan Carlos Alfaro   | Pudahuel                   | Modelo de Pudahuel                      | 1500      |
| Real León              | José Miguel González | Pedro Aguirre Cerda        | Municipal de P.A.C.                     | 1350      |
| Rengo Unido            | Gerardo Silva        | Rengo                      | Municipal Guillermo Guzmán Díaz         | 2000      |
| Unión Santa María      | Humberto López       | Santa Bárbara              | Estadio Municipal de Santa Bárbara      | 2000      |

## Equipos porregión
| Región        | N.º | Equipos |
| ------------- | --- | --- |
| Metropolitana | 9   | Cerro Navia, Ferroviarios, Juventud Puente Alto, Lautaro de Buin, Luis Matte Larraín, Peñalolén, Pudahuel, Real León y Jugendland |
| O'Higgins     | 4   | Enfoque, General Velásquez, Rengo Unido y Deportes Santa Cruz                                                                     |
| Valparaíso    | 2   | Academia Quilpué y Municipal Hijuelas                                                                                             |
| Maule         | 1   | Academia Samuel Reyes |
| Biobío        | 1   | Unión Santa María |
| Los Ríos      | 1   | Deportes Valdivia |

## Primera fase
Fecha de actualización: 22 de agosto de 2010

### Zona Central

#### Resultados
| Local \ Visita       | AQUI | CRN | FRR | JUPA | MHIJ | PEÑ | PUD | RLN |
| -------------------- | ---- | --- | --- | ---- | ---- | --- | --- | --- |
| Academia Quilpué     |      | 5–1 | 2–0 | 1–0  | 2–3  | 0–3 | 0–1 | 6–1 |
| Deportes Cerro Navia | 3–1  |     | 1–1 | 1–1  | 0–2  | 3–3 | 3–1 | 3–4 |
| Ferroviarios         | 0–2  | 2–0 |     | 1–1  | 1–0  | 0–0 | 4–1 | 1–0 |
| Juventud Puente Alto | 1–2  | 2–2 | 2–2 |      | 2–2  | 2–0 | 1–2 | 2–1 |
| Municipal Hijuelas   | 0–1  | 1–1 | 0–2 | 3–3  |      | 1–0 | 2–3 | 2–1 |
| Peñalolén            | 3–4  | 4–1 | 2–2 | 1–2  | 2–3  |     | 1–4 | 1–0 |
| Pudahuel Barrancas   | 1–1  | 3–1 | 1–0 | 2–2  | 5–4  | 2–1 |     | 5–0 |
| Real León            | 1–3  | 1–2 | 1–2 | 0–1  | 1–2  | 2–4 | 0–4 |     |

#### Tabla de posiciones
| Pos | Equipo               | Pts | PJ | PG | PE | PP | GF | GC | DG  |
| --- | -------------------- | --- | -- | -- | -- | -- | -- | -- | --- |
| 1   | Pudahuel Barrancas   | 32  | 14 | 10 | 2  | 2  | 35 | 20 | 15  |
| 2   | Academia Quilpué     | 28  | 14 | 9  | 1  | 4  | 30 | 18 | 12  |
| 3   | Ferroviarios         | 23  | 14 | 6  | 5  | 3  | 18 | 13 | 5   |
| 4   | Municipal Hijuelas   | 21  | 14 | 6  | 3  | 5  | 25 | 23 | 1   |
| 5   | Juventud Puente Alto | 19  | 14 | 4  | 7  | 3  | 22 | 20 | 2   |
| 6   | Peñalolén            | 15  | 14 | 4  | 3  | 7  | 25 | 26 | –1  |
| 7   | Deportes Cerro Navia | 14  | 14 | 3  | 5  | 6  | 22 | 31 | –9  |
| 8   | Real León            | 3   | 14 | 1  | 0  | 13 | 13 | 38 | –25 |

### Zona Sur

#### Resultados
| Local \ Visita         | ASR | DSC | DVA | ENF | GV  | JNG | LAU | LMT | RNG | USM |
| ---------------------- | --- | --- | --- | --- | --- | --- | --- | --- | --- | --- |
| Academia Samuel Reyes  |     | 0–1 | 1–1 | 2–1 | 3–2 | 0–1 | 2–0 | 3–1 | 2–1 | 2–3 |
| Deportes Santa Cruz    | 1–3 |     | 3–3 | 2–2 | 1–3 | 0–2 | 0–0 | 4–1 | 0–3 | 1–5 |
| Deportes Valdivia      | 3–2 | 2–3 |     | 2–0 | 3–2 | 2–2 | 3–0 | 9–0 | 1–0 | 1–1 |
| Enfoque                | 3–2 | 0–3 | 4–1 |     | 1–1 | 1–4 | 1–1 | 2–4 | 1–2 | 3–1 |
| General Velásquez      | 2–1 | 6–4 | 6–0 | 2–1 |     | 1–0 | 3–3 | 5–0 | 1–2 | 2–2 |
| Sportverein Jugendland | 3–0 | 2–1 | 1–0 | 2–1 | 2–0 |     | 0–1 | 4–1 | 1–1 | 1–2 |
| Lautaro de Buin        | 0–4 | 2–1 | 2–1 | 1–2 | 2–1 | 1–2 |     | 3–1 | 1–2 | 1–0 |
| Luis Matte Larraín     | 1–0 | 0–5 | 2–3 | 0–0 | 1–0 | 0–5 | 1–4 |     | 1–1 | 0–0 |
| Rengo Unido            | 0–1 | 2–1 | 2–0 | 2–4 | 3–1 | 2–4 | 3–2 | 4–1 |     | 2–1 |
| Unión Santa María      | 3–1 | 4–1 | 5–3 | 3–2 | 9–1 | 0–0 | 2–0 | 2–1 | 2–2 |     |

#### Tabla de posiciones
| Pos | Equipo                 | Pts | PJ | PG | PE | PP | GF | GC | DG  |
| --- | ---------------------- | --- | -- | -- | -- | -- | -- | -- | --- |
| 1   | Sportverein Jugendland | 39  | 18 | 12 | 3  | 3  | 36 | 14 | 22  |
| 2   | Unión Santa María      | 35  | 18 | 10 | 5  | 3  | 45 | 23 | 21  |
| 3   | Rengo Unido            | 33  | 18 | 10 | 3  | 5  | 34 | 25 | 9   |
| 4   | Academia Samuel Reyes* | 25  | 18 | 8  | 1  | 9  | 29 | 27 | 2   |
| 5   | Deportes Valdivia      | 25  | 18 | 7  | 4  | 7  | 37 | 36 | 1   |
| 6   | General Velásquez      | 24  | 18 | 7  | 3  | 8  | 39 | 38 | 1   |
| 7   | Lautaro de Buin        | 23  | 18 | 7  | 3  | 8  | 24 | 29 | –5  |
| 8   | Enfoque                | 19  | 18 | 5  | 4  | 9  | 30 | 35 | –5  |
| 9   | Deportes Santa Cruz    | 18  | 18 | 5  | 3  | 10 | 31 | 39 | –8  |
| 10  | Luis Matte Larraín     | 12  | 18 | 3  | 3  | 12 | 17 | 54 | –37 |

PJ = Partidos Jugados; G = Partidos Ganados; E = Partidos empatados; P = Partidos perdidos; GF = Goles a favor; GC = Goles en contra; DIF = Diferencia de goles; Pts = Puntos
|  | Cupos Para la Segunda fase        |
|  | Regresa a su Asociación de Origen |

Los clubes Real León y Luis Matte Larraín deben regresar a sus asociaciones de origen para la próxima temporada.

## Segunda fase
- En la Segunda fase, los 8 equipos clasificados disputarán los 2 cupos para el ascenso a Tercera A, enfrentándose a través de un play-off. Las parejas son cruzadas (el 1º del Zona Central se mide con el 4º del Zona Sur, y así sucesivamente) y se enfrentarán en partidos de ida y vuelta. Los ganadores de la primera fase formarán dos llaves de partidos, de ida y vuelta, donde los ganadores clasificarán a la final del Torneo de Tercera B. Los dos finalistas ascenderán automáticamente a Tercera A. En esta versión no habrá Liguilla de Promoción con equipos de Tercera A.

- Los dos finalistas ascenderán automáticamente a Tercera A, aunque tendrán que definir al campeón de la temporada, en partidos de ida y vuelta.
- Los 2 perdedores de las semifinales jugarán para definir el tercer ascendido, en partidos de ida y vuelta.

|  | Cuartos de final                    | Cuartos de final                    | Cuartos de final                    |       |                       | Semifinales                     | Semifinales                     | Semifinales                     |  |  | Final | Final | Final |
|  | 11 de septiembre - 16 de septiembre | 11 de septiembre - 16 de septiembre | 11 de septiembre - 16 de septiembre |       |                       | 25 de septiembre - 2 de octubre | 25 de septiembre - 2 de octubre | 25 de septiembre - 2 de octubre |  |  |       |       |       |
|  |                                     |                                     |                                     |       |                       |                                 |                                 |                                 |  |  |       |       |       |
|  | Pudahuel Barrancas                  | 2                                   | 2                                   |       |                       |                                 |                                 |                                 |  |  |       |       |       |
|  | A. Samuel Reyes                     | 3                                   | 2                                   |       |                       |                                 |                                 |                                 |  |  |       |       |       |
|  | A. Samuel Reyes                     | 3                                   | 2                                   |       | A. Samuel Reyes (a)   | 2                               | 2 (1)                           |                                 |  |  |       |       |       |
|  |                                     |                                     |                                     |       | A. Samuel Reyes (a)   | 2                               | 2 (1)                           |                                 |  |  |       |       |       |
|  |                                     | Rengo Unido                         | 4                                   | 1 (0) |                       |                                 |                                 |                                 |  |  |       |       |       |
|  | Academia Quilpué                    | Rengo Unido                         | 4                                   | 1 (0) | 0                     | 1                               |                                 |                                 |  |  |       |       |       |
|  | Academia Quilpué                    |                                     |                                     |       | 0                     | 1                               |                                 |                                 |  |  |       |       |       |
|  | Rengo Unido                         | 1                                   | 3                                   |       |                       |                                 |                                 |                                 |  |  |       |       |       |
|  |                                     |                                     |                                     |       |                       |                                 |                                 |                                 |  |  |       |       |       |
|  |                                     |                                     |                                     |       |                       |                                 |                                 |                                 |  |  |       |       |       |
|  | Ferroviarios                        | 0                                   | 0                                   |       |                       |                                 |                                 |                                 |  |  |       |       |       |
|  | Unión Santa María                   | 1                                   | 3                                   |       |                       |                                 |                                 |                                 |  |  |       |       |       |
|  | Unión Santa María                   | 1                                   | 3                                   |       | Unión Santa María (p) | 2                               | 0 (4)                           |                                 |  |  |       |       |       |
|  |                                     |                                     |                                     |       | Unión Santa María (p) | 2                               | 0 (4)                           |                                 |  |  |       |       |       |
|  |                                     | Sportverein Jugendland              | 2                                   | 0 (3) |                       |                                 |                                 |                                 |  |  |       |       |       |
|  | Municipal Hijuelas                  | Sportverein Jugendland              | 2                                   | 0 (3) | 0                     | 0                               |                                 |                                 |  |  |       |       |       |
|  | Municipal Hijuelas                  |                                     |                                     |       | 0                     | 0                               |                                 |                                 |  |  |       |       |       |
|  | Sportverein Jugendland              | 1                                   | 4                                   |       |                       |                                 |                                 |                                 |  |  |       |       |       |

### Cuartos de final
| Local Ida             | Puntos | Local Vuelta           | Partido Ida | Partido Ida | Partido Ida | Partido Vuelta | Partido Vuelta | Partido Vuelta |
| Local Ida             | Puntos | Local Vuelta           | Día         | Hora        | Resultado   | Día            | Hora           | Resultado      |
| --------------------- | ------ | ---------------------- | ----------- | ----------- | ----------- | -------------- | -------------- | -------------- |
| Academia Samuel Reyes | 4–1    | Pudahuel Barrancas     | 12/09       | 15:30       | 3–2         | 16/09          | 18:30          | 2–2            |
| Rengo Unido           | 6–0    | Academia Quilpué       | 11/09       | 20:30       | 1–0         | 16/09          | 12:00          | 3–1            |
| Ferroviarios          | 0–6    | Unión Santa María      | 11/09       | 15:30       | 0–1         | 15/09          | 16:00          | 0–3            |
| Municipal Hijuelas    | 0–6    | Sportverein Jugendland | 11/09       | 15:30       | 0–1         | 16/09          | 12:00          | 0–4            |

### Semifinales
| Local Ida             | Puntos    | Local Vuelta           | Partido Ida | Partido Ida | Partido Ida | Partido Vuelta | Partido Vuelta | Partido Vuelta |
| Local Ida             | Puntos    | Local Vuelta           | Día         | Hora        | Resultado   | Día            | Hora           | Resultado      |
| --------------------- | --------- | ---------------------- | ----------- | ----------- | ----------- | -------------- | -------------- | -------------- |
| Academia Samuel Reyes | 3–3 (1-0) | Rengo Unido            | 26/09       | 15:30       | 2–4         | 02/10          | 20:30          | 2–1            |
| Unión Santa María     | 2–2 (4-3) | Sportverein Jugendland | 25/09       | 15:30       | 2–2         | 02/10          | 20:30          | 0-0            |

### Castigo para Academia Samuel Reyes
- Unión Santa María y Academia Samuel Reyes ascendieron automáticamente a Tercera A. Sin embargo, el elenco curicano fue sancionado por la ANFA por mala inscripción de un jugador, y con ello no ascendió a Tercera A 2011.
- Se efectuó un nuevo proceso de eliminación entre los equipos "afectados" por el error reglamentario de Academia Samuel Reyes:
  - Deportes Valdivia: Eliminado en primera fase por Academia Samuel Reyes.
  - Pudahuel Barrancas: Eliminado en cuartos de final por Academia Samuel Reyes.
  - Rengo Unido: Eliminado en semifinales por Academia Samuel Reyes.
- Se determinó que Deportes Valdivia y Rengo Unido debían jugar la repetición de los cuartos de final, para definir al semifinalista que enfrentaría a Pudahuel Barrancas en la repetición de las semifinales.

### Cuartos de final (Repetición)
| Local Ida         | Puntos    | Local Vuelta | Partido Ida | Partido Ida | Partido Ida | Partido Vuelta | Partido Vuelta | Partido Vuelta |
| Local Ida         | Puntos    | Local Vuelta | Día         | Hora        | Resultado   | Día            | Hora           | Resultado      |
| ----------------- | --------- | ------------ | ----------- | ----------- | ----------- | -------------- | -------------- | -------------- |
| Deportes Valdivia | 3–3 (2-0) | Rengo Unido  | 23/10       | 20:00       | 2–1         | 27/10          | 20:00          | 0–3            |

### Castigo para Deportes Valdivia
- Deportes Valdivia clasificó en cancha a semifinales, venciendo en tiempo extra por 2-0 a Rengo Unido, pero fue descalificado de la competencia, debido a que, en uno de estos partidos de cuartos de final, incluyó al jugador Felipe Bustamante, quien desde la Primera fase se encontraba suspendido por acumulación de tarjetas amarillas.[3]
- Rengo Unido clasificó a la nueva semifinal.

### Nueva Semifinal
| Equipo 1    | Resultado | Equipo 2           | Partido | Partido | Partido                         |
| Equipo 1    | Resultado | Equipo 2           | Día     | Hora    | Estadio                         |
| ----------- | --------- | ------------------ | ------- | ------- | ------------------------------- |
| Rengo Unido | 1–5       | Pudahuel Barrancas | 9/11    | 17:00   | Estadio Municipal de La Pintana |

### Partido por el tercer lugar
| Local Ida   | Puntos | Local Vuelta           | Partido Ida | Partido Ida | Partido Ida | Partido Vuelta | Partido Vuelta | Partido Vuelta |
| Local Ida   | Puntos | Local Vuelta           | Día         | Hora        | Resultado   | Día            | Hora           | Resultado      |
| ----------- | ------ | ---------------------- | ----------- | ----------- | ----------- | -------------- | -------------- | -------------- |
| Rengo Unido | 4–1    | Sportverein Jugendland | 11/11       | 20:00       | 4–3         | 14/11          | 15:00          | 2–2            |

### Final
| Local Ida          | Puntos | Local Vuelta      | Partido Ida | Partido Ida | Partido Ida | Partido Vuelta | Partido Vuelta | Partido Vuelta |
| Local Ida          | Puntos | Local Vuelta      | Día         | Hora        | Resultado   | Día            | Hora           | Resultado      |
| ------------------ | ------ | ----------------- | ----------- | ----------- | ----------- | -------------- | -------------- | -------------- |
| Pudahuel Barrancas | 1–4    | Union Santa Maria | 11/11       | 20:00       | 2–2         | 14/11          | 15:00          | 1–2            |

### Campeón
| Chile                                       |
| Unión Santa María Asciende a Tercera A 2011 |

Pudahuel Barrancas también asciende a Tercera A 2011 como Subcampeón.

## Estadísticas
- Fecha de actualización: 28 de noviembre[4]

| Jugador          | Jugador               | Goles | Equipo                 |
| ---------------- | --------------------- | ----- | ---------------------- |
| Bandera de Chile | Tomas Salazar         | 18    | Unión Santa María      |
| Bandera de Chile | Ignacio Troncoso      | 17    | Sportverein Jugendland |
| Bandera de Chile | Julio Torreblanca     | 17    | Rengo Unido            |
| Bandera de Chile | Diego Parada          | 15    | Enfoque                |
| Bandera de Chile | Eduardo Jara          | 14    | Unión Santa María      |
| Bandera de Chile | Carlos Tapia Sandoval | 13    | Pudahuel Barrancas     |
| Bandera de Chile | Luis Villegas         | 12    | General Velásquez      |
| Bandera de Chile | Kilian Delgado        | 11    | Deportes Valdivia      |
| Bandera de Chile | Ricardo Paz           | 11    | Municipal Hijuelas     |
| Bandera de Chile | Francisco Ayala       | 11    | Academia Samuel Reyes  |
| Bandera de Chile | Diego Bozo            | 10    | Rengo Unido            |
| Bandera de Chile | Cristopher Vásquez    | 10    | General Velásquez      |
| Bandera de Chile | Alejandro Núñez       | 9     | Pudahuel Barrancas     |
| Bandera de Chile | Felipe Bustamante     | 9     | Deportes Valdivia      |
| Bandera de Chile | Jorge Romo            | 9     | Academia Quilpué       |
| Bandera de Chile | Alex Quinteros        | 7     | Deportes Cerro Navia   |
| Bandera de Chile | Felipe Villalobos     | 7     | Peñalolén              |
| Bandera de Chile | Juan Retamal          | 7     | General Velásquez      |